# 臨床宗教師
臨床宗教師（りんしょうしゅうきょうし）は、被災地や医療機関、福祉施設などの公共空間で心のケアを提供する宗教者。「臨床宗教師」という言葉は、欧米のチャプレンに対応する日本語として考えられた。布教や伝道を目的とするのではなく、高度な倫理に支えられ、相手の価値観を尊重しながら、宗教者としての経験をいかして、苦悩や悲嘆を抱える方々に寄り添う。 仏教、キリスト教、神道など、さまざまな信仰を持つ宗教者が協力している。。

## 概要
2011年3月の東日本大震災発生後の5月、人々の心のケアのため、宮城県宗教法人連絡協議会により「心の相談室」が開設。2011年の東日本大震災を機に、東北大学で養成がはじまり、龍谷大学、鶴見大学、高野山大学、武蔵野大学、種智院大学、上智大学等の大学機関もこれに取り組んでいる。
また、緩和ケアを実践していた医師の岡部健により、日本においてもチャプレンのように、寺院以外の場所で終末期患者に寄り添う宗教者の存在が必要との考えにより、心の相談室の事務局を務めた鈴木岩弓の在籍する2012年に東北大学において養成講座が創設された。
養成講座の対象とする宗教者は、僧侶や牧師、新宗教の教師など特定の宗教に限らない。
養成講座の開設は他大学にも広がり、龍谷大学実践真宗学研究科や種智院大学臨床密教センター、鶴見大学（及び總持寺）でも実施されるようになっている。
2016年2月には、これらの講座を実施する諸機関により、日本臨床宗教師会が発足した。

### 講座内容
概ね２年間に亘り、座学とワークショップ、大学外、他宗教、病院・老健施設等での実習が行われる。

### 資格
被災地や医療機関などで悲嘆や苦悩のケアに当たる宗教者「臨床宗教師」について、日本臨床宗教師会（島薗進会長）が2018年3月から資格認定制度を始める。資格化によって医師や看護師などほかの専門職と協力しやすくする狙いもあり、当初は８０～１００人程度を認定する見通しである。

## 関連書籍等
- 【NHK教育】2014年11月29日付「臨床宗教師 - 限られた命とともに」